# Kozłowa Góra (wzgórze)
Kozłowa Góra – zalesione wzgórze o wysokości 395 m n.p.m. Znajduje się na Wyżynie Olkuskiej na wschód od dzielnicy  Bukowna Podlesie w województwie małopolskim.